# Oppegård
Oppegård es una ciudad y municipio del condado de Akershus, Noruega.  Forma parte del distrito tradicional de Follo y tiene una población de 26 580 habitantes según el censo de 2015. Su centro administrativo del municipio es el pueblo de Kolbotn. El nuevo municipio de Oppegård fue creado en 1915, abarcando territorio que previamente formaba parte del municipio de Nesodden. Está situado en el lado este del fiordo de Oslo y posee una extensión de 37 km², siendo el municipio más pequeño de Akershus.

## Información general

### Nombre
El municipio (originalmente una parroquia) fue denominado en referencia a la antigua granja Oppegård (en nórdico antiguo: Uppigarđr), ya que allí es donde se construyó la primera iglesia. La primera parte del nombre es uppi, que significa «superior» y la última parte es garđr que significa «granja». Probablemente la granja formaba parte de una granja más antigua y de mayor extensión.

### Escudo
El escudo es de tiempos recientes. Fue creado en 1976, y posee 17 triángulos dorados sobre un fondo negro. Los 17 triángulos simbolizan 17 árboles, que a su vez representan las 17 granjas antiguas que formaban el municipio. La mayoría de las granjas se encuentran en una zona denominada Svartskog ('bosque negro').

## Historia
La región que ocupa Oppegård ha estado habitada desde fines de la última glaciación. Se han encontrado restos arqueológicos de sociedades de cazadores recolectores que se remontan a unos 5000 a 6000 años a. C., y asentamientos agrícolas de unos 1000 a 2000 años a. C. Desde la edad de Hierro, los principales caminos hacia el sur que interconectan Oslo con Suecia y Dinamarca atraviesan Oppegård.
El famoso explorador del Ártico Roald Amundsen vivió en Svartskog y en la actualidad su casa es un museo. Svartskog también posee una iglesia medieval construida en piedra y es probablemente el asentamiento más antiguo en Oppegård.

## Geografía
Oppegård se encuentra sobre la costa este del fiordo de Bunne (originalmente denominado Foli), que es un brazo del fiordo de Oslo e incluye los poblados de Oppegård, Svartskog, y Kolbotn. El paisaje se encuentra dominado en gran medida por el lago Gjersjøen, el cual divide el distrito en un sector este y otro oeste. El lago Kolbotnvannet también se encuentra en territorio de este municipio. Las zonas que no se han desarrollado en su gran mayoría son bosques.
En general Oppegård es un suburbio residencial de Oslo, aunque también es un centro de negocios. Aloja las sedes noruegas de varias grandes corporaciones  (incluidas las de Kodak e IBM). Los ingresos por impuestos pagados por las grandes corporaciones convirtieron en las décadas de 1980 y 1990 a Oppegård en uno de los municipios más ricos de Noruega. Estas fuentes de ingresos y riqueza, se perdieron en la década del 2000 cuando las corporaciones comenzaron a pagar sus impuestos directamente al gobierno nacional en lugar de a los gobiernos locales.